# Apsilochorema natibhinnam
Apsilochorema natibhinnam är en nattsländeart som beskrevs av Schmid 1970. Apsilochorema natibhinnam ingår i släktet Apsilochorema och familjen Hydrobiosidae. Inga underarter finns listade i Catalogue of Life.